# یواس‌اس کت (اس‌اس-۳۶۹)
یواس‌اس کت (اس‌اس-۳۶۹) (به انگلیسی: USS Kete (SS-369)) یک زیردریایی بود که طول آن ۳۱۱ فوت ۹ اینچ (۹۵٫۰۲ متر) بود. این زیردریایی در سال ۱۹۴۴ ساخته شد.